# Lac de la Montagnette (Luchon)
Pour les articles homonymes, voir Montagnette (homonymie).
Le lac de la Montagnette est un lac de montagne des Pyrénées, situé dans le massif du Luchonnais, sur la commune de Bagnères-de-Luchon, dans la Haute-Garonne en région Occitanie.
Il se situe juste au nord de la frontière franco-espagnole sous le pic de Sauvegarde, au nord ouest de ce dernier.

## Géographie
Le lac de la Montagnette est à une altitude de 2 332 mètres, a une superficie de 6.8 hectares et a 3 îlots rocheux.

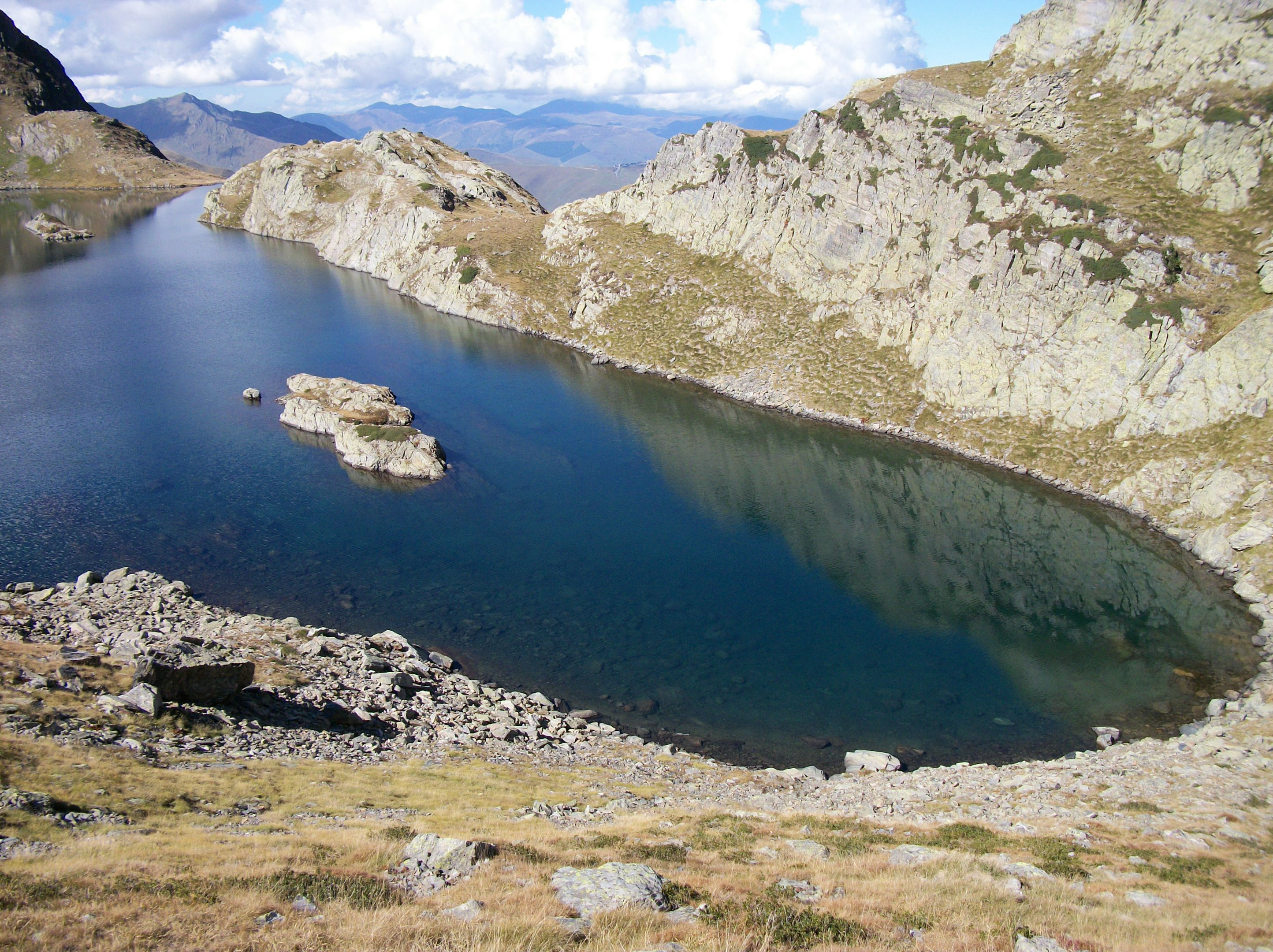
Lac de la Montagnette avec le plus grand des îlots rocheux
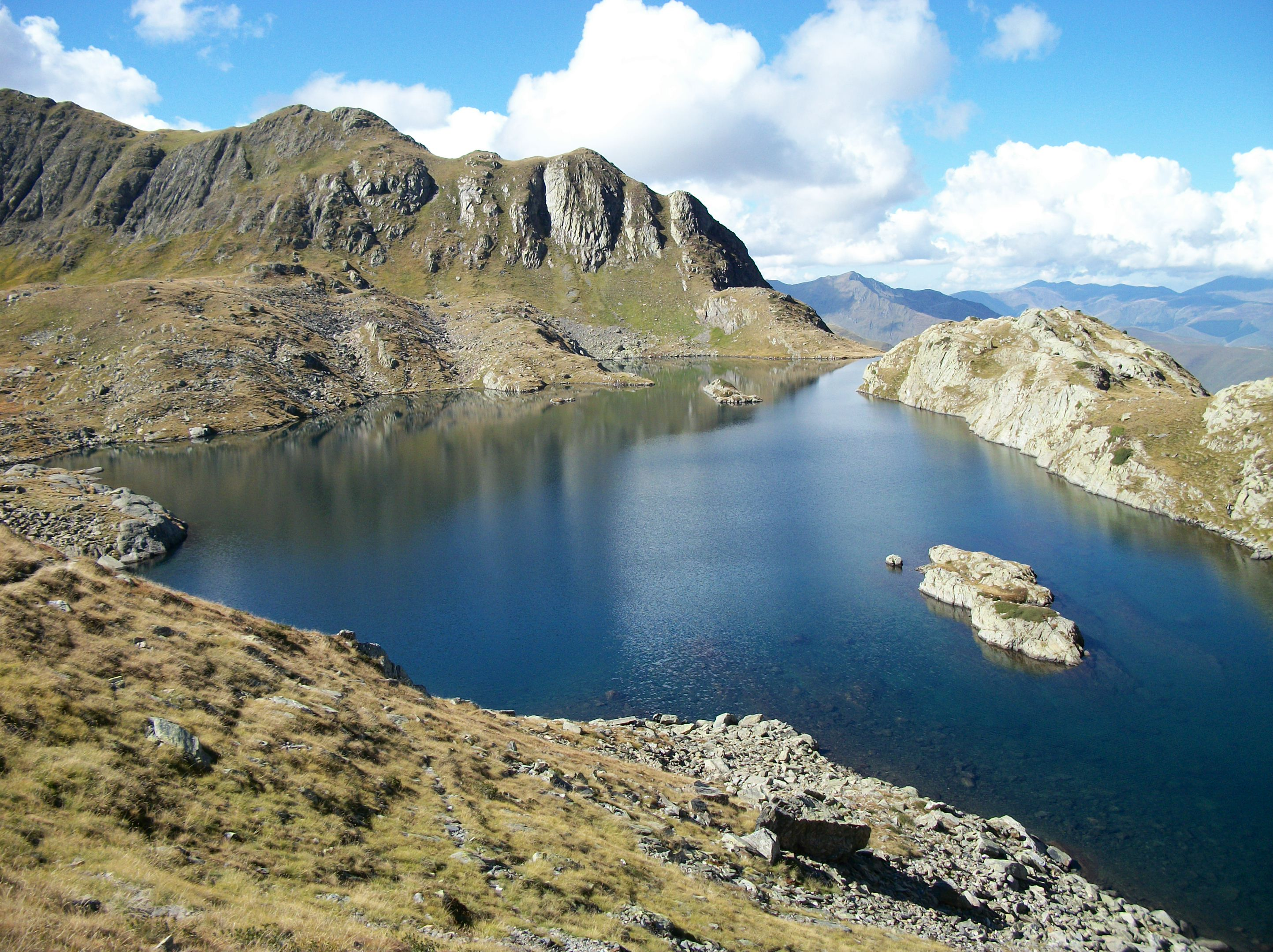
Lac de la Montagnette avec ses îlots rocheux
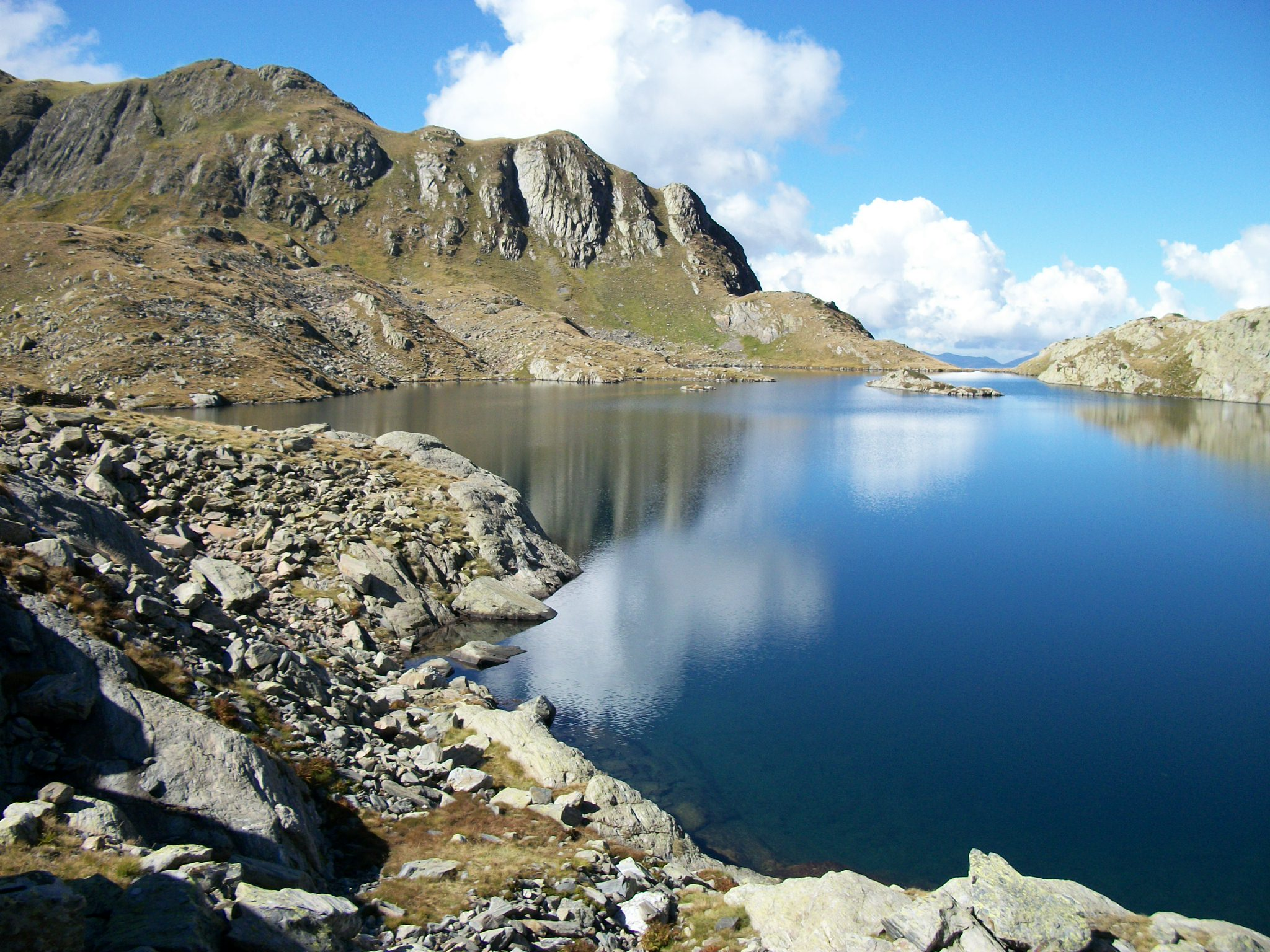

## Hydrographie
Le lac a pour émissaire le ruisseau de la Montagnette puis la Glère qui se jette dans la rivière Pique .

## Géologie
Le lac de la Montagnette est un lac glaciaire de montagne, dont la formation se passe en trois étapes majeures :
1. à l'Éocène vers −40 Ma se forme la chaîne des Pyrénées à la suite de la remontée vers le nord de la plaque africaine qui entraîne avec elle la plaque ibérique. Cette dernière glisse alors sous la plaque eurasiatique située plus au nord, ce qui entraîne le plissement, le relèvement et le charriage des couches géologiques de la croûte terrestre[4],[5] ;
2. à partir du Pliocène puis surtout du Pléistocène, de −5 Ma à −10 000 ans, un refroidissement général du climat entraîne la formation de glaciers et d'une érosion glaciaire (vallées, cirques, moraines, ombilics, etc) dans toute la chaîne des Pyrénées[6] ;
3. depuis l'Holocène, à partir de −10 000 ans, un redoux climatique entraîne la disparition des glaciers et la formation dans leur sillage de nombreux lacs glaciaires qui sont de deux sortes[7],[8] :
  - le lac de verrou qui se forme dans un ombilic glaciaire formant un creux naturel et terminé par un verrou glaciaire rocheux,
  - le lac de moraine qui se forme derrière une moraine agissant comme un barrage naturel.

## Protection
Le lac de la Montagnette est situé sur la zone Natura 2000 de la Haute Vallée de la Pique classé en zone spéciale de conservation depuis 2007 sur une superficie de 8 251 hectares.

## Randonnée
Le lac de la Montagnette est accessible au départ d'un chemin de randonnée à partir de l'Hospice de France, puis allant aux lacs de Vénasque (ou lacs des Boums). Une fois les refuges contournés, il faut viser le chemin sur la droite pour monter au col de la Montagnette, où des petits névés peu dangereux peuvent subsister encore en juin. Le chemin est marqué de « traces bleues ». Une fois le col atteint, on redescend côté droit pour arriver au pied du lac.
On peut aussi y monter en partant du Cirque de la Glère, soit du lieu-dit « Saint-Jean de Jouéou » dans la vallée de la Pique, soit du chemin de l'impératrice depuis l'Hospice de France. Arrivé au cirque, le sentier (peu visible mais marqué d'un cairn) remonte au sud-est sur un dénivelé important. Un névé peut persister jusqu'en juin, recouvrant une partie du sentier. Le chemin également marqué de « traces bleues » passe au petit lac du Maille avant de surplomber ce dernier et bifurquer au sud-ouest pour rejoindre le lac de la Montagnette.
Une boucle depuis l'Hospice de France dans les deux sens est donc possible.